# Петър Вичев
Петър Вичев Коцев е изтъкнат деец на националноосвободителните борби на българското население в Добруджа и журналист. Той е редактор на вестниците „Добруджанско знаме“ (София, 1920 – 1921) и „Свободна Добруджа“ (София, 1926 – 1932). Националреволюционер, автономист, сътрудничи с комунистите от добруджанското революционно движение.

## Биография
Баща му Вичо Коцев е ковач, а майка му Евдокия Миткова е домакиня. Има 2 сестри и брат. Завършва педагогическото училище в Силистра. Жени се за Кина Иванчева – Тенева и заминават за Брюксел, където завършва право с докторат. След завръщането си в България се занимава с журналистика и политика. Застава начело на добруджанската емиграция в София. Участва в научната експедиция „Добруджа – 1917 г.
След установяването на румънска власт в Южна Добруджа се включва в националноосвободителната борба на нейното българско население. През февруари 1914 г. основава дружеството „Добруджанско братство“. След края на Първата световна война (1914 – 1918), когато Южна Добруджа отново е поставена под румънска власт, продължава революционната си дейност. Като председател на Върховния управителен комитет на Добруджанската организация през 1919 г. е включен в нейния изпълнителен комитет, на който е член до 1924 г. През 1925 г. е сред основателите на Добруджанската революционна организация и член на нейния Централен комитет до 1931 г. Междувременно се занимава и с активна журналистическа дейност. Редактор е на вестниците „Добруджанско знаме“ (1920 – 1921) и „Свободна Добруджа“ (1926 – 1934). Собственик на най-голямото питейно заведение в София „Алказар“. Член на ръководството на Международната лига за мир и свобода.
Заради левите си убеждения Вичев влиза в конфликт с десницата на Вътрешната македонска революционна организация. Убит е от нейни дейци в центъра на София на 14 юни 1933 г.